# Tagada Jones
«Tagada Jones» — французький панк-гурт з Ренн, що в Бретань. Музичний стиль гурту серед іншого включає хеві-метал та електро. Наразі гурт складається з Niko (гітара та вокал), Waner (бас), Stef (гітара), Job (ударні). Гурт налічує близько 1800 концертів серед 24 країн.

## Історія
Гурт сформовано в Ренн, що в Бретані. Гурт спочатку складався з Niko (вокал та гітара), Pascal (гітара), Pepel (бас), Benoît (ударні). У 1995 Tagada Jones випускає свій перший альбом з однойменною назвою Tagada Jones. Два роки по тому, виходить альбом під назвою «À Grands coups de bombes». У 1998 році гурт публікує свій перший студійний альбом 
«Plus de bruit» (Більше шуму). В 1999 році під впливом хардкор-панк виходить брутальний альбом «Virus». Але жоден цей альбом не з'являється на музичних платфоромах.
У 2000 відбувається розкол гурту. Наступного року 2001 виходить їх третій студійний альбом «Manipulé», для підтримки якого гурт їде в турне. У 2003 гурт публікує свій четвертий студійний альбом «L'Envers du décor» (За лаштунками), який включає 13 композицій. У 2004 Tagada Jones публікує збірку The Worst of Tagada Jones, яка складається з "найгірших пісень" гурту.

## Дискографія

### Студійні альбоми
- 1998 «Plus de bruit» (Більше шуму)
- 1999 «Virus»
- 2001 «Manipulé» (Маніпулювали)
- 2003 «L'Envers du décor» (За лаштунками)
- 2006 «Le Feu aux poudres» (Вогнепровідний шнур)
- 2018 «Les Compteurs à zéro» (Лічильники в нулі)
- 2011 «Descente aux enfers» (Сходження до пекла)
- 2014 «Dissident» (Дисидент)
- 2017 «La Peste et le choléra» (Чума та холера)

### Альбоми наживо
- 2001 «Manipulé Tour 2001»
- 2005 «L'Envers du tour»
- 2013 «20 ans d'ombre et de lumière» (20 років тіні та світла)
- 2015 «Live Dissident Tour» (Живий дисидент тур)

### Сінгли
- 2011 «Zéro de conduite»
- 2005 «Je suis démocratie»

### Інше
- 1992 «Mortelle rébellion "les premiers pas"» (Касета)
- 1992 «A Grands Coups De Bombes»
- 1992 «Split avec Mass Murderers»
- 1992 «The Worst of Tagada Jones» (Компіляція)
- 1992 «6.6.6» (CD що вийшов з нагоди 1000-ого виступу, 6-альбомів, 6-неопублікованих, 6-реміксів)